# Клифтон (тауншип, округ Траверс, Миннесота)
Клифтон (англ. Clifton) — тауншип в округе Траверс, Миннесота, США. На 2000 год его население составило 92 человека.

## География
По данным Бюро переписи населения США площадь тауншипа составляет 99,3 км², из которых 99,3 км² занимает суша, водоёмов нет.

## Демография
По данным переписи населения 2000 года здесь находились 92 человека, 32 домохозяйства и 28 семей. Плотность населения —  0,9 чел./км². На территории тауншипа расположено 37 построек со средней плотностью 0,4 построек на один квадратный километр. Расовый состав населения: 100,00 % белых.
Из 32 домохозяйств в 40,6 % воспитывались дети до 18 лет, в 81,3 % проживали супружеские пары, в 6,3 % проживали незамужние женщины и в 9,4 % домохозяйств проживали несемейные люди. 9,4 % домохозяйств состояли из одного человека, при том 6,3 % из — одиноких пожилых людей старше 65 лет. Средний размер домохозяйства — 2,88, а семьи — 2,97 человека.
30,4 % населения — младше 18 лет, 2,2 % — в возрасте от 18 до 24 лет, 22,8 % — от 25 до 44, 21,7 % — от 45 до 64, и 22,8 % — старше 65 лет. Средний возраст — 37 лет. На каждые 100 женщин приходилось 91,7 мужчин. На каждые 100 женщин старше 18 приходилось 100,0 мужчин.
Средний годовой доход домохозяйства составлял 60 714 долларов, а средний годовой доход семьи —  60 714 долларов. Средний доход мужчин —  30 417  долларов, в то время как у женщин — 28 125. Доход на душу населения составил 14 879 долларов. За чертой бедности находились 6,3 % семей и 3,4 % всего населения тауншипа, из которых 21,1 % старше 65 лет.